# Ото фон Рехберг
Ото Улрих Алойз Бернхард фон Рехберг-Ротенльовен-Хоенрехберг (на немски: Otto Ulrich Aloisius Bernhard, Graf von Rechberg und Rothenlöwen; * 23 август 1833, дворец Донцдорф; † 20 март 1918, дворец Донцдорф) от благородническия швабски род Рехберг, е граф на Рехберг и Ротенльовен, в Хоенрехберг (при Швебиш Гмюнд), имперски съветник на Баварската корона, наследствен член и президент на камерата на племенните господари в Кралство Вюртемберг (1899 – 1910).

## Биография
Той е син на граф Алберт фон Рехберг (1803 – 1885) и съпругата му графиня Валпурга Мария Юлия фон Рехберг-Ротенльовен (1809 – 1903), дъщеря (на чичо му) граф Йохан Непомук фон Рехберг (1773 – 181) и графиня Юлия Барбиер фон Шрофенберг (1778 – 1853). Има шест сестри.
Ото следва право от 1853 до 1857 г. първо в Мюнхенския университет Лудвиг-Максимилиан и по-късно в университетите в Бон и Гьотинген. От 1857 до 1858 г. той е практикант в съда в Именщат. От 1858 до 1860 г. следва земеделие и лесничейство в академията Хоенхайм.
Ото пътува в Англия, Франция и Австрия и след това помага на баща си в управлението на фамилната собственост. От 1865 до 1866 г. и от 1871 г. той е заместник на баща му в камерата на племенните господари Вюртемберг. След смъртта му Ото е от 1885 до своята смърт наследствен член на тази първа камера на господарите във Вюртемберг. От 1899 до 1910 г. той е президент на първата камера. От 1865 до 1918 г. граф Ото също е член на камерата на райхс-съветниците на Баварската корона. Той е политически един от най-активните благородници, членове на първата камера.
Граф Ото също е член на селскостопанския съвет в Берлин. От 1895 до 1907 г. е основател и президент на съюза за отглеждане на коне във Вюртемберг.
През октомври 1890 г. граф Ото е президент на католическото събрание в Улм и през септември 1892 г. в Гмюнд и през 1891 г. в Данциг.
До смъртта на баща му Ото живее с фамилията си в дворец Вайсенщайн, от 1885 г. в дворец Донцдорф. Той умира на 84 години на 20 март 1918 г. в дворец Донцдорф.
Неговата племенница е писателката и основателка на манастир Юлия фон Квадт-Викрадт-Исни (1859 – 1925).

## Фамилия
Първи брак: на 19 април 1865 г. в Регенсбург с принцеса Амалия фон Турн и Таксис (* 12 май 1844, Донаущауф; † 12 февруари 1867, Монтрьо), внучка на княз Карл Александер фон Турн и Таксис (1770 – 1827), дъщеря на княз Максимилиан Карл фон Турн и Таксис (1802 – 1871) и принцеса Матилда София фон Йотинген-Йотинген и Йотинген-Шпилберг (1816 – 1886). Бракът е бездетен.
Втори брак: на 2 август 1870 г. в Купферцел с принцеса Тереза Катарина Амалия Елиза Леополдина Констанца фон Хоенлое-Валденбург-Шилингсфюрст (* 6 юли 1851, Купферцел; † 12 октомври 1923, Гьопинген), дъщеря на княз Фридрих Карл Йозеф фон Хоенлое-Валденбург-Шилингсфюрст (1814 – 1884) и принцеса Тереза фон Хоенлое-Шилингсфюрст (1816 – 1891). Те имат 11 деца:
- Мария Тереза Валпурга Фридерика Амалия (* 19 декември 1872, Щутгарт; † 25 май 1957, Келенрид), хористка в абатство Св. Ерентраут в Келенрид при Вайнгартен
- Тереза (* 4 юни 1874, Вайсенщайн; † 14 февруари 1895)
- Катарина Мария Паулина (* 16 август 1875, Вайсенщайн; † 23 юни 1955, Ахщетен), омъжена в Донцдорф на 31 май 1904 г. за граф Карл Пюс Ройтнер фон Вайл (* 1872; † 1959)
- Елизабет (* 29 януари 1877, Вайсенщайн; † 8 февруари 1877, Вайсенщайн, след 10 дена умира)
- Елизабет (* 7 август 1878, Вайсенщайн; † 5 ноември 1892, Риденбург)
- Франциска (* 2 април 1880, Донцдорф; † 12 октомври 1970, Донцдорф), омъжена в Донцдорф на 18 януари 1905 г. за фрайхер Макс фон Фюрстенберг (* 1866; † 1925)
- Габриела Сара Ернестина Мария (* 14 ноември 1883, Вайсенщайн; † 2 октомври 1966, Мюнхен), омъжена в Донцдорф на 31 юли 1906 г. за княз Ото фон Йотинген-Йотинген и Йотинген-Шпилберг (* 1879; † 1952)
- Йозеф Бернхард Николаус Алберт (* 22 октомври 1885, Вайсенщайн; † 30 май 1967, Донцдорф)
- Алберт Адолф Карл Йозеф Бернхард (* 3 април 1887, Донцдорф; † 28 октомври 1983, Мюнхен), женен в Мюнстер на 12 юли 1910 г. за фрайин Терезия фон Шорлемер (* 1887; † 1955)
- Валбурга Мария Маргарета (* 20 декември 1888, Донцдорф; † 26 април 1973, Алмендинген), омъжена на 14 юни 1910 г. за фрайхер Ханс Кристоф фон Фрайберг-Айзенберг-Алмендинген (* 1874; † 1930)
- Ото Ернст Бернхард (* 16 август 1892, Донцдорф; † 5 юли 1971, Лозана)